# Pagoda de Leifeng

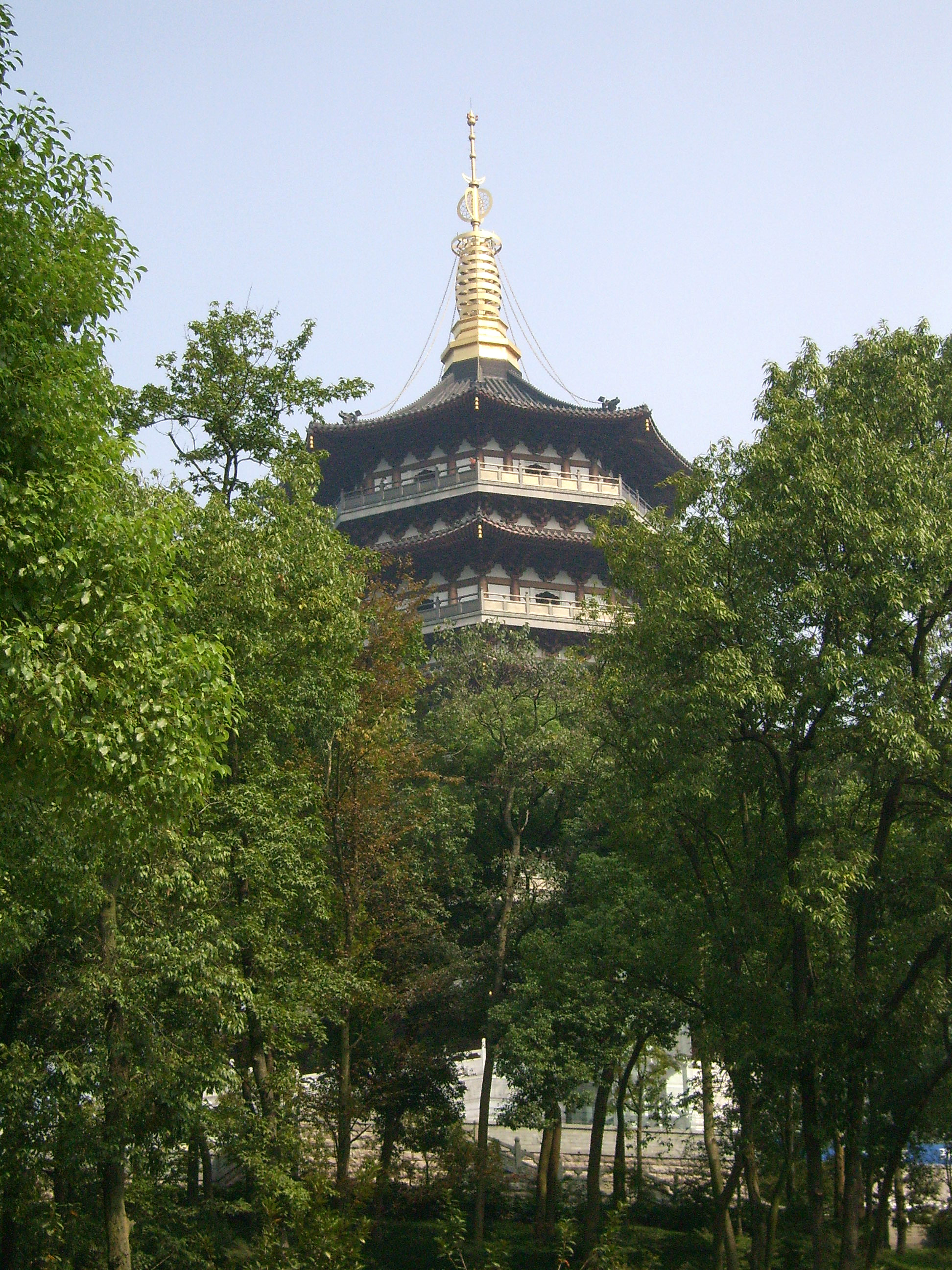
Primer plano de la pagoda.

La Pagoda de Leifeng (chino: 雷峰塔; pinyin: Léi Fēng Tǎ) es una torre de cinco pisos de altura y ocho lados, ubicada sobre la Colina del Atardecer  y al sur del Lago del Oeste en Hangzhou. Construida originalmente en 975 d. C., se derrumbó en 1924 pero fue reconstruida en 2002 y desde su reapertura ha sido una popular atracción turística. Originalmente llamada Huangfei, tomó su actual nombre de Leifeng (en la montaña de Xizhao).

## Edificio original

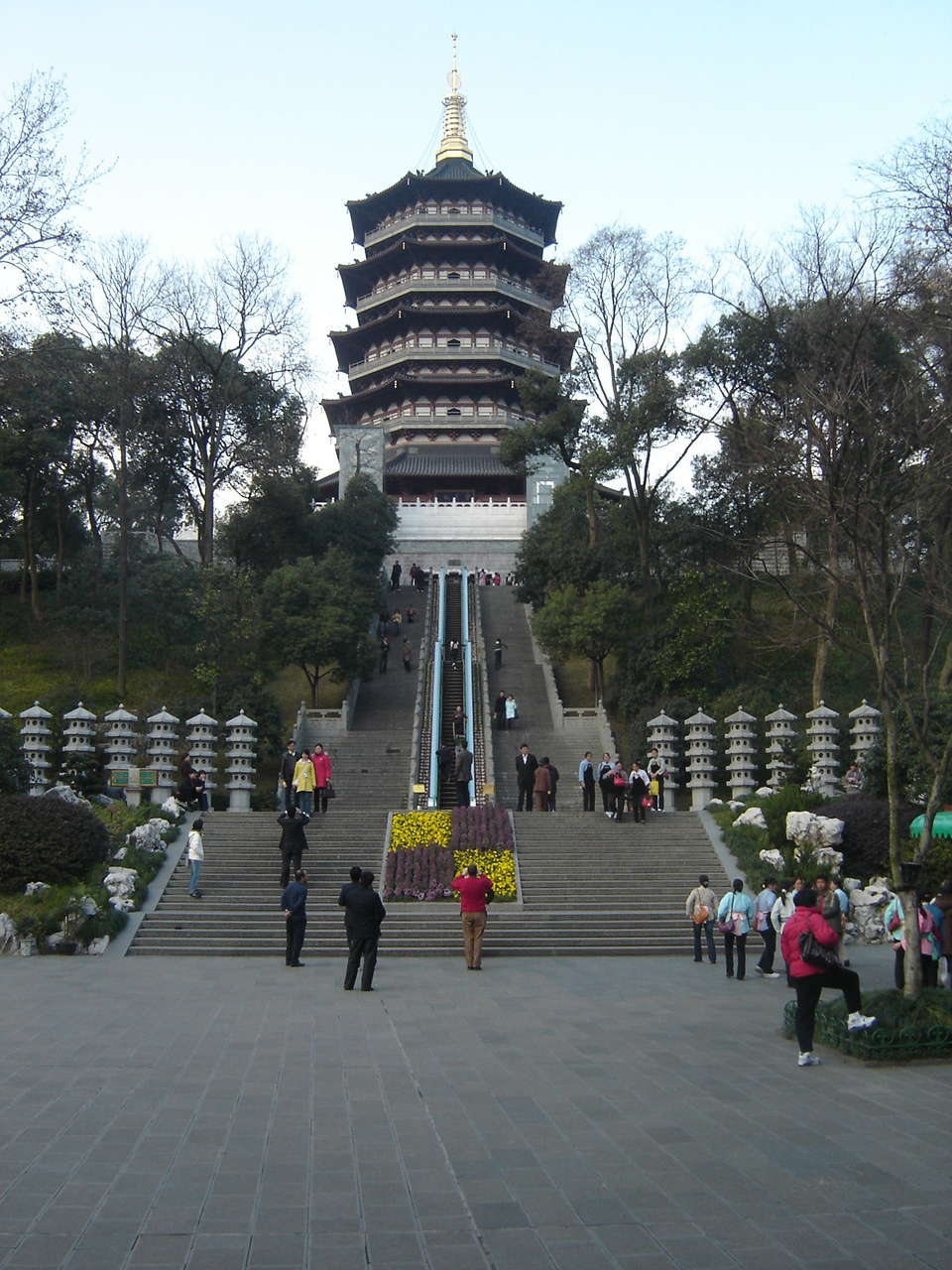
Pagoda de Leifeng

La pagoda original fue construido en 975 d. C., durante el periodo de las cinco dinastías y diez reinos, por orden del rey Qian Chu (nacido Qian Hongchu) de Wuyue. Fue construida para celebrar el nacimiento del hijo de Qian Chu con su concubina favorita, Huang Fei. La Pagoda Leifeng era una estructura octogonal de cinco pisos construida con madera y ladrillo y con una base construida también con ladrillos.
Piratas japoneses atacaron Hangzhou durante la dinastía Ming. Como sospechaban que la pagoda contenía armas quemaron los elementos de madera, dejando tan solo el esqueleto de ladrillo, como se puede comprobar en las pinturas Ming del Lago del Oeste.
La Pagoda Leifeng se convirtió en uno de los diez lugares de interés del Lago Oeste gracias a la leyenda de la Serpiente Blanca.
Más tarde, una superstición que aseguraba que los ladrillos de la torre repelían las enfermedades y prevenían las desgracias provocó que muchas personas comenzaran a robar ladrillos de la torre para molerlos y hacer polvo con ellos. La pagoda se derrumbó finalmente la tarde del 25 de septiembre de 1924 debido a su mal estado.
Con respecto a la cuestión de la existencia de un mausoleo debajo de la pagoda, se debatió durante años hasta que por fin se usó un radar para comprobarlo. El 11 de marzo de 2001 se excavó el mausoleo y se encontraron muchos tesoros, entre ellos una cabeza de Buda cubierta de oro y plata.

## Reconstrucción
En octubre de 1999, los gobiernos provincial y municipal decidieron reconstruir la Pagoda Leifeng sobre las ruinas de la antigua y la nueva pagoda fue inaugurada el 25 de octubre de 2002.  Está compuesta de 1400 toneladas de acero más 200 toneladas de partes de cobre y consta de cuatro ascensores turísticos y equipamiento moderno como aire acondicionado, televisiones y altavoces. En la entrada de la pagoda hay dos escaleras mecánicas que llevan a los visitantes hasta la base del edificio.
La base original de la pagoda se mantiene en buen estado, al igual que los tesoros descubiertos en la cámara subterránea.
El 24 de junio de 2011 este y otros elementos que conforman el paisaje cultural del Lago del Oeste en Hangzhou fueron declarados Patrimonio de la Humanidad por la Unesco.